# Sài (họ)
Sài là một họ của người châu Á. Họ này có mặt ở Trung Quốc (chữ Hán: 柴, Bính âm: Chai), Triều Tiên (Hangul: 시, Romaja quốc ngữ: Si) và Nhật Bản (Kanji: 柴, Rōmaji: Shiba) và Việt Nam (Hán tự:柴 ).

## Người Trung Quốc họ Sài nổi tiếng
- Sài Thiệu, khai quốc công thần nhà Đường
- Hai vua nhà Hậu Chu là Sài Vinh và Sài Tông Huấn
- Sài Tiến, nhân vật trong Thủy Hử, một trong 108 anh hùng Lương Sơn Bạc